# Drużynowy Puchar Ekstraligi 500R
Drużynowy Puchar Ekstraligi 500R – rozgrywki miniżużlowe dla zawodników do 15. roku życia w kategorii pojemnościowej 500R (do 2024 – 250 cm³). Rozgrywane są od 2022 roku.

## Medaliści
| 8 rund                                                                      |
| --------------------------------------------------------------------------- |
| Ostrów Wlkp. Wrocław Gorzów Wlkp. Toruń Grudziądz Lublin Częstochowa Leszno |

| 9 rund                                                                             |
| ---------------------------------------------------------------------------------- |
| Lublin Leszno Ostrów Wlkp. Gorzów Wlkp. Toruń Częstochowa Wrocław Krosno Grudziądz |

| 9 rund                                                                             |
| ---------------------------------------------------------------------------------- |
| Gorzów Wlkp. Grudziądz Wrocław Leszno Lublin Toruń Częstochowa Krosno Zielona Góra |

| 9 rund                                                                             |
| ---------------------------------------------------------------------------------- |
| Leszno Wrocław Gorzów Wlkp. Lublin Częstochowa Rybnik Zielona Góra Toruń Grudziądz |